# Rialto Film
Rialto Film est une société de production de cinéma allemande.

## Histoire
La société danoise Rialto Film, dont l'ancienne filiale est aujourd'hui la société allemande, est fondée en 1897 par Constantin Philipsen à Copenhague. Son fils Preben Philipsen fonde en 1950 avec Waldfried Barthel (de) la société de distribution Constantin Film (qu'il nomme ainsi en hommage à son père) pour pouvoir pénétrer le marché allemand.
Rialto Copenhague produit en 1959 La Grenouille attaque Scotland Yard, pour Constantin Film. Preben Philipsen acquiert alors les droits exclusifs de l'adaptation cinématographique d'autres romans d'Edgar Wallace et fonde le 18 août 1960 avec le producteur Franz Sulley "Rialto Film Filmproduktion und Filmvertrieb GmbH" à Francfort-sur-le-Main.
En 1960, Horst Wendlandt devient le chef de production et, après le départ de Sulley en 1961, est nommé directeur général de Rialto Film qui déménage à Hambourg et, fin 1962, lorsque Wendlandt en devient l'actionnaire, se rebaptise "Rialto Film Preben Philipsen GmbH & Co. KG", puis finalement est transféré à Berlin.
Pour Constantin Film, Rialto Film produit sous la direction de Horst Wendlandt, outre les adaptations d'Edgar Wallace, Le Trésor du lac d'argent en 1962 qui sera le premier succès des adaptations des œuvres de Karl May jusqu'en 1966. Finalement, Rialto Film produira neuf adaptations de Karl May jusqu'en 1966 et 32 adaptations d'Edgar Wallace et de nombreux autres, en particulier des films de divertissement à succès. En 1972, les films de Rialto sont principalement distribués par Tobis Film (de), fondée par Horst Wendlandt.
Après des difficultés financières au Danemark, Preben Philipsen se retire du cinéma en 1976 et vend ses parts à Horst Wendlandt qui devient le gérant unique de Rialto Film.
Dans les années suivantes, Rialto Film produit ou coproduit des films avec Louis de Funès, Loriot, Otto Waalkes, Terence Hill, Bud Spencer...
En septembre 1992, Horst Wendlandt confie la gestion de la société à son fils Matthias. De son côté, sa fille Susan Wendlandt-Nielebock est aussi actionnaire. Elle produit avec sa propre société, Krümel Film, des fictions au cinéma et des documentaires. Après la mort de Horst Wendlandt le 30 août 2002, Matthias Wendlandt reprend l'entreprise de son père.

## Filmographie partielle
- 1957 : Call-girls (de) (Für zwei Groschen Zärtlichkeit) d'Arthur Maria Rabenalt
- 1958 : L'Homme qui ne savait pas dire non (de) (Der Mann, der nicht nein sagen konnte) de Kurt Früh (de)
- 1958 : Un môme sur les bras (Das haut einen Seemann doch nicht um) d'Arthur Maria Rabenalt
- 1959 : La Grenouille attaque Scotland Yard (Der Frosch mit der Maske) de Harald Reinl
- 1960 : Scotland Yard contre Cercle rouge (Der rote Kreis) de Jürgen Roland
- 1960 : Scotland Yard contre le masque (de) (Die Bande des Schreckens) de Harald Reinl
- 1961 : L'Archer vert (de) (Der grüne Bogenschütze) de Jürgen Roland
- 1961 : Les Mystères de Londres (Die toten Augen von London) d'Alfred Vohrer
- 1961 : Le Narcisse jaune intrigue Scotland Yard (Das Geheimnis der gelben Narzissen) d'Ákos von Ráthonyi
- 1961 : Le Faussaire de Londres (Der Fälscher von London) de Harald Reinl
- 1961 : L'Étrange Comtesse (Die seltsame Gräfin) de Josef von Báky, Ottokar Runze et Jürgen Roland
- 1961 : L'Emprise du passé (de) (Unser Haus in Kamerun) d'Alfred Vohrer
- 1962 : L'Orchidée rouge (Das Rätsel der roten Orchidee) de Helmuth Ashley
- 1962 : La Porte aux sept serrures (Die Tür mit den sieben Schlössern) d'Alfred Vohrer
- 1962 : Le Requin harponne Scotland Yard (Das Gasthaus an der Themse) d'Alfred Vohrer
- 1962 : Dites-le avec des fleurs (Ich bin auch nur eine Frau) d'Alfred Weidenmann
- 1962 : Le Trésor du lac d'argent (Der Schatz im Silbersee) de Harald Reinl
- 1963 : L'Énigme du serpent noir (Der Zinker) d'Alfred Vohrer
- 1963 : Le Crapaud masqué (Der schwarze Abt) de Franz Josef Gottlieb
- 1963 : Le Foulard indien (Das indische Tuch) d'Alfred Vohrer
- 1963 : La Révolte des Indiens Apaches (Winnetou 1. Teil) de Harald Reinl
- 1964 : L'Attaque du fourgon postal (Zimmer 13) de Harald Reinl
- 1964 : Toujours au-delà (Wartezimmer zum Jenseits) d'Alfred Vohrer
- 1964 : La Serrure aux treize secrets (Die Gruft mit dem Rätselschloss) de Franz Josef Gottlieb
- 1964 : Le Trésor des montagnes bleues (Winnetou 2. Teil) de Harald Reinl
- 1964 : Le Défi du Maltais (Der Hexer) d'Alfred Vohrer
- 1964 : Parmi les vautours (Unter Geiern) d'Alfred Vohrer
- 1964 : Das Verrätertor de Freddie Francis
- 1965 : Neues vom Hexer d'Alfred Vohrer
- 1965 : L'Appât de l'or noir (Der Ölprinz) de Harald Philipp
- 1965 : Sur la piste des desperados (Winnetou 3. Teil) de Harald Reinl
- 1965 : Old Surehand (Old Surehand 1. Teil) d'Alfred Vohrer
- 1965 : Le Moine inquiétant (Der unheimliche Mönch) de Harald Reinl
- 1966 : Le Jour le plus long de Kansas City (Winnetou und das Halbblut Apanatschi) de Harald Philipp
- 1966 : Le Bossu de Londres (Der Bucklige von Soho) d'Alfred Vohrer
- 1966 : Tonnerre sur la frontière (Winnetou und sein Freund Old Firehand) d'Alfred Vohrer
- 1966 : La Planque (Das Geheimnis der weißen Nonne) de Cyril Frankel
- 1967 : Le Plus Vieux Métier du monde de Claude Autant-Lara, Mauro Bolognini, Philippe de Broca, Jean-Luc Godard, Franco Indovina et Michael Pfleghar
- 1967 : La Main de l'épouvante (Die blaue Hand) d'Alfred Vohrer
- 1967 : Le Moine au fouet (Der Mönch mit der Peitsche) d'Alfred Vohrer
- 1967 : Le Grand Dadais de Pierre Granier-Deferre
- 1968 : Le Château des chiens hurlants (Der Hund von Blackwood Castle) d'Alfred Vohrer
- 1968 : La Vengeance du scorpion d'or (Im Banne des Unheimlichen) d'Alfred Vohrer
- 1968 : Le Gorille de Soho (de) (Der Gorilla von Soho) d'Alfred Vohrer
- 1968 : Ces diables de collégiens (de) (Zum Teufel mit der Penne) de Werner Jacobs
- 1969 : L'Homme à l'œil de verre (Der Mann mit dem Glasauge) d'Alfred Vohrer
- 1969 : Les Cancres des premiers bancs (Klassenkeile) de Franz Josef Gottlieb
- 1969 : Liz et Helen (A doppia faccia) de Riccardo Freda
- 1969 : Rire pour guérir (Dr. med. Fabian – Lachen ist die beste Medizin) de Harald Reinl
- 1969 : Der Kerl liebt mich – und das soll ich glauben? (de) de Marran Gosov (de)
- 1970 : Wie kommt ein so reizendes Mädchen zu diesem Gewerbe? (de) de Will Tremper (de)
- 1970 : Ces messieurs aux gilets blancs (Die Herren mit der weißen Weste) de Wolfgang Staudte
- 1970 : Was ist denn bloß mit Willi los? (de)
- 1970 : Die Feuerzangenbowle (de)
- 1970 : Groupie Girl
- 1971 : Hurra, wir sind mal wieder Junggesellen! (de)
- 1971 : La Morte de la Tamise (Die Tote aus der Themse) de Harald Philipp
- 1971 : Bleib sauber, Liebling (de)
- 1971 : Unser Willi ist der Beste (de)
- 1972 : Mais... qu'avez vous fait à Solange ? (Cosa avete fatto a Solange?) de Massimo Dallamano
- 1972 : Le Tueur à l'orchidée (Sette orchidee macchiate di rosso) d'Umberto Lenzi
- 1972 : Willi wird das Kind schon schaukeln (de)
- 1972 : Hauptsache Ferien (de)
- 1972 : Le Tueur
- 1973 : Le Serpent
- 1973 : Mon nom est Personne
- 1973 : Un génie, deux associés, une cloche
- 1977 : L'Œuf du serpent
- 1978 : Pied plat en Afrique
- 1978 : Mon nom est Bulldozer
- 1979 : Une histoire simple
- 1981 : On m'appelle Malabar
- 1981 : Lola, une femme allemande
- 1981 : Der Mann im Pyjama
- 1982 : Le Secret de Veronika Voss
- 1983 : L'As des as
- 1985 : Otto – Der Film
- 1986 : Momo
- 1987 : Otto – Der neue Film (de)
- 1988 : Ödipussi (de)
- 1989 : Otto – Der Außerfriesische (de)
- 1991 : Attention, Papa arrive ! (de)
- 1992 : Otto – Der Liebesfilm (de)
- 1993 : Kein Pardon (de)
- 1998 : Palmetto
- 2000 : Otto – Der Katastrofenfilm
- 2004 : Samba à Mettmann

## Source de traduction
- (de) Cet article est partiellement ou en totalité issu de l’article de Wikipédia en allemand intitulé « Rialto Film » (voir la liste des auteurs).